# Schwereabplattung
Als Schwereabplattung {\displaystyle \beta } wird in der Geophysik die Abhängigkeit der theoretischen Erdbeschleunigung (Schwere) {\displaystyle \gamma } von der  geografischen Breite {\displaystyle \phi } bezeichnet. Sie rechnet sich aus der Schwere {\displaystyle \gamma _{a}} am Äquator des Erdellipsoids und der Schwere {\displaystyle \gamma _{b}} an den Polen:
{\displaystyle \beta ={\frac {\gamma _{b}-\gamma _{a}}{\gamma _{a}}}={\frac {\gamma _{b}}{\gamma _{a}}}-1.}
Sie ist eine Folge der Erdrotation und der daraus resultierenden Erdabplattung {\displaystyle f}:
{\displaystyle f={\frac {a-b}{a}}=1-{\frac {b}{a}},}
wobei {\displaystyle a} und {\displaystyle b} die Halbachsen des Erdellipsoids sind.
Die genauen Werte von {\displaystyle f} und {\displaystyle \beta } hängen u. a. vom verwendeten Erdellipsoid ab.
Im internationalen Erdmodell GRS80 gilt:
{\displaystyle a_{\text{GRS80}}=6\,378\,137{,}0\;{\text{m}}} (Halbachse am Äquator)
{\displaystyle b_{\text{GRS80}}=6\,356\,752{,}3141\;{\text{m}}} (Halbachse an den Polen)
{\displaystyle \Rightarrow f_{\text{GRS80}}={\frac {1}{298{,}257}}=0{,}00335281}
Im globalen Durchschnitt:
{\displaystyle \gamma _{a}=9{,}7805\;\mathrm {m/s^{2}} } (Schwerebeschleunigung am Äquator)
{\displaystyle \gamma _{b}=9{,}8322\;\mathrm {m/s^{2}} } (Schwerebeschleunigung an den Polen)
{\displaystyle \Rightarrow \beta =0{,}005163\approx 0{,}52\,\%}
Die Zunahme der Schwerebeschleunigung vom Erdäquator polwärts beträgt also 0,52 Prozent, was sich z. B. in der Länge des Sekundenpendels deutlich bemerkbar macht.
Die (physikalische) Schwereabplattung {\displaystyle \beta } ist wesentlich stärker als die (geometrische) Erdabplattung {\displaystyle f}. Darin kommt der merkliche Unterschied der beiden Schwerewerte am Äquator und an den Polen zum Ausdruck, welche die kleinste und größte theoretische Schwere auf Meeresniveau sind.  
Die Schwereabplattung ist einer der Gründe, warum die Niveauflächen des Erdschwerefeldes nicht völlig parallel zum Meeresspiegel sind.

## Geschichtliches
Während die geometrische Erdabplattung schon um 1680 von Newton postuliert und erst 1742 nach den Peru-Lappland-Expeditionen der Pariser Akademie empirisch bestätigt wurde, verhielt es sich bei der Schwereabplattung umgekehrt: Jean Richer stellte 1673 in Cayenne (Französisch-Guayana, Südamerika) ein deutlich kürzeres Sekundenpendel als in Paris fest, die Theorie dazu entstand hingegen 1743 durch Alexis-Claude Clairaut (Theorie der Erdgestalt nach Gesetzen der Hydrostatik). Sie konnte freilich als zusätzliche Absicherung für die Definition des Pariser Urmeters (1793) gelten. 